# ABBA
ABBA (укр. А́ББА) — шведський музичний квартет, утворений в 1972 році в Стокгольмі. Назва гурту є акронімом з перших літер імен учасників (Агнета, Б'єрн, Бенні, Анні-Фрід). Вважається одним з найуспішніших колективів за всю історію популярної музики. ABBA продали понад 380 мільйонів альбомів і синглів по всьому світу. Вони також відомі своєю перемогою на конкурсі «Євробачення-1974», де представляли Швецію.

## Історія гурту
Засновниками гурту були музиканти, співаки й автори пісень Б'єрн Ульвеус і Бенні Андерссон. Вперше вони зустрілися на вечірці у Вестервіку влітку 1966, де вирішили, що їм варто складати пісні разом. Однак їхній альянс не відбувся, тому що Бенні був тоді клавішником популярної у Швеції групи Hep stars. На концерті в Мальме Бенні познайомився зі співачкою Анні-Фрід Лінгстад, яка із тринадцяти років співала з різними колективами й виступала на пісенних фестивалях у Японії й Венесуелі. Тоді ж Б'єрн почув по радіо, як співає власну пісню I Was So In Love Агнета Фельтскуг і вирішив запросити її до гурту.
Вперше вся четвірка зібралася для запису телепрограми в Стокгольмі, а розпочала співати разом з листопада 1970. У 1971 Бенні та Б'єрн уклали з Polar новий контракт — уже як автори й продюсери — і почали записувати власний матеріал, у якому обидві дівчини брали участь як бек-вокалістки. Polar випустила їхній альбом Lycka з піснями шведською мовою й сингл People Need Love, що вийшла в США на Playboy Records. У липні 1971 Б'єрн і Агнета одружилися. Бенні й Анні-Фрід одружились лише в жовтні 1978, коли гурт був у розквіті популярності. В 1973 році Стіг Андерсон почав називати групу приватно і публічно як ABBA (паліндром).
У лютому 1973 пісня квартету «Ring Ring», відкинута комісією конкурсу Євробачення, була записана шведською, німецькою, іспанською та англійською мовами й очолила чарти у Швеції, Австрії, Голландії, Бельгії й ПАР. У березні 1973 вийшов перший альбом групи Ring Ring. 6 квітня 1974 пісня ABBA Waterloo з абсолютною перевагою (20 до 1) перемогла на конкурсі Євробачення в Брайтоні. Waterloo поклала початок безпрецедентної послідовності з вісімнадцяти хітів поспіль у британській десятці, вісім з них досягли вершини: «Mamma Mia» (1976), «Fernando» (1976), «Dancing Queen» (1976), «Knowing Me, Knowing You» (1977), «The Name Of The Game» (1977), «Take A Chance On Me» (1978), «The Winner Takes It All» (1980), «Super Trouper» (1980). Верхній рядок чартів займали також вісім альбомів групи, починаючи з Greatest Hits. Досягнення четвірки в США були значно скромніші: тільки «Dancing Queen» у квітні 1977 тиждень трималася на вершині списку. Три альбоми стали в Штатах «золотими» і тільки ABBA — The Album (1977) став «платиновим».
18 червня 1976 ABBA виступала перед королем Швеції напередодні королівського весілля. У лютому 1977 вони зробили перше британське турне (на два концерти в королівському Альберт-холі (11 тисяч місць) надійшло 3,5 мільйони заявок). Фінальна частина турне відбулася в березні в Австралії, де було знято більшу частину матеріалу для фільму «АББА». А 15 грудня там же відбулася й світова прем'єра фільму. 8 січня 1979 квартет узяв участь у благодійній акції ЮНІСЕФ у Нью-Йорку й передав цій організації всі прибутки від синглу «Chiquitita». 13 вересня 1979 концертом в Едмонтоні (Канада) ABBA відкрила своє перше американське турне.
Взимку 1981-82 активність групи помітно почала спадати. В грудні 1982 вийшов останній записаний разом сингл ABBA Under Attack, хоча їхнім останнім хітом стала «Thank You For The Music».
Нове зростання популярності ABBA, як і всієї музики часів диско-буму, почалося в 1992. Компанія Polydor перевидала всі хіти групи на двох компакт-дисках. Erasure зробили мініальбом осучаснених каверів ABBA, а австралійська група Bjorn again добилася швидкого, але короткотривалого успіху з точно відтвореним і добре впізнаваним звучанням групи ABBA.
За повідомленнями мас-медіа, у 2000 році ABBA відмовилася від контракту на навколосвітню серію виступів «старим, добрим» складом вартістю майже 1 млрд доларів США.
5 червня 2016 року учасники групи зустрілися на приватній вечірці, відзначивши 50-річчя спільної діяльності Бенні Андерссона і Б'єрна Ульвеуса, під час заходу Агнета Фельтског і Анні-Фрід Лінгстад виконали пісню «The Way Old Friends Do», до них приєдналися Андерссон та Ульвеус. Таким чином, квартет зібрався на одній сцені вперше за 30 років.
У жовтні 2016 учасники гурту оголосили про возз'єднання. У своєму повідомленні вони зазначають, що повертаються до спільної роботи над проєктом, який містить у собі технології віртуальної реальності. Один із музикантів ABBA Бенні Андерссон заявив:
|  | Нас надихають безмежні можливості майбутнього, і нам подобається бути частиною чогось нового та захоплюючого. Цей проєкт стане машиною часу, яка відображатиме сутність того, ким ми були. І хто ми є. |

## Учасники
- Агнета Фельтскуг (швед. Agnetha Fältskog) — вокал
- Б'єрн Ульвеус (швед. Björn Kristian Ulvaeus) — вокал, гітара
- Бенні Андерссон (швед. Göran Bror Benny Andersson) — клавішні, вокал
- Анні-Фрід Лінгстад (Фріда) (швед. Anni-Frid Synni Lyngstad (Frida) — вокал

## Дискографія
Студійні альбоми
- Ring Ring (1973)
- Waterloo (1974)
- ABBA (1975)
- Arrival (1976)
- The Album (1977)
- Voulez-Vous (1979)
- Super Trouper (1980)
- The Visitors (1981)
- Voyage (2021)

## Концертні тури
- Swedish Folkpark Tour (1973)
- European Tour (1974–75)
- European & Australian Tour (1977)
- ABBA: The Tour (1979–80)

## Музей ABBA
Музей ABBA (офіційно англ. ABBA The Museum) — музей про гурт ABBA, розташований за адресою на вулиці Юргорден 68 у Стокгольмі. Будівництво будівлі розпочалося навесні 2012 року за проєктом бюро Johan Celsing Arkitektkontor. Близькість до замку Лільєвальхів 1916 року поставила високі вимоги до проєкту.
У цій же будівлі знаходиться готель, який відкрився у квітні 2013 року, а 7 травня 2013 року — музей.
У музеї знаходиться реконструкція Полярної студії, де гурт А записував свої пісні з 1978 року. Там є піаніно, яке з'єднане з фортепіано в студії Бенні Андерссона. Коли Андерссон грає у своїй студії, піаніно в музеї починає грати саме.
У музеї також зберігається колекція оригінальних артефактів, пов'язаних з перемогою на Євробаченні 1974 року та з кар'єрою гурту.

## Цікавинки
- Теми пісень колективу звучать у першому українському анімаційному мультсеріалі «Лис Микита».
- Пісня «Waterloo» визнана найкращою піснею за 50-літню історію пісенного конкурсу «Євробачення»